# Đội tuyển bóng đá quốc gia Israel
Đội tuyển bóng đá quốc gia Israel (tiếng Hebrew: נבחרת ישראל בכדורגל, Nivḥeret Yisra'el BeKhaduregel) là đội tuyển cấp quốc gia của Israel do Hiệp hội bóng đá Israel trực thuộc Liên đoàn bóng đá châu Âu (UEFA) quản lý.
Israel là quốc gia nằm ở Tây Á, và họ là một trong những thành viên sáng lập Liên đoàn bóng đá châu Á (AFC). Israel từng đăng cai và vô địch Cúp bóng đá châu Á 1964. Tuy nhiên vào năm 1974, do các vấn đề về chính trị với các nước Ả Rập, Israel bị trục xuất khỏi AFC. Israel sau đó trở thành thành viên UEFA vào năm 1994.
Trận thi đấu quốc tế đầu tiên của đội tuyển Israel là trận gặp đội tuyển Hoa Kỳ vào năm 1948. Đội đã một lần tham dự giải bóng đá vô địch thế giới vào năm 1970. Tại giải năm đó, đội đã để thua một trận trước Uruguay, hòa 2 trận với Ý, Thụy Điển và dừng bước ở vòng bảng.

## Thành tích tại các giải đấu

### Giải vô địch thế giới
| Năm       | Kết quả                                  | St                                       | T                                        | H                                        | B                                        | Bt                                       | Bb                                       |
| --------- | ---------------------------------------- | ---------------------------------------- | ---------------------------------------- | ---------------------------------------- | ---------------------------------------- | ---------------------------------------- | ---------------------------------------- |
| 1930      | Không tham dự                            | Không tham dự                            | Không tham dự                            | Không tham dự                            | Không tham dự                            | Không tham dự                            | Không tham dự                            |
| 1934      | Không vượt qua vòng loại (với Palestine) | Không vượt qua vòng loại (với Palestine) | Không vượt qua vòng loại (với Palestine) | Không vượt qua vòng loại (với Palestine) | Không vượt qua vòng loại (với Palestine) | Không vượt qua vòng loại (với Palestine) | Không vượt qua vòng loại (với Palestine) |
| 1938      | Không vượt qua vòng loại (với Palestine) | Không vượt qua vòng loại (với Palestine) | Không vượt qua vòng loại (với Palestine) | Không vượt qua vòng loại (với Palestine) | Không vượt qua vòng loại (với Palestine) | Không vượt qua vòng loại (với Palestine) | Không vượt qua vòng loại (với Palestine) |
| 1950      | Không vượt qua vòng loại                 | Không vượt qua vòng loại                 | Không vượt qua vòng loại                 | Không vượt qua vòng loại                 | Không vượt qua vòng loại                 | Không vượt qua vòng loại                 | Không vượt qua vòng loại                 |
| 1954      | Không vượt qua vòng loại                 | Không vượt qua vòng loại                 | Không vượt qua vòng loại                 | Không vượt qua vòng loại                 | Không vượt qua vòng loại                 | Không vượt qua vòng loại                 | Không vượt qua vòng loại                 |
| 1958      | Không vượt qua vòng loại                 | Không vượt qua vòng loại                 | Không vượt qua vòng loại                 | Không vượt qua vòng loại                 | Không vượt qua vòng loại                 | Không vượt qua vòng loại                 | Không vượt qua vòng loại                 |
| 1962      | Không vượt qua vòng loại                 | Không vượt qua vòng loại                 | Không vượt qua vòng loại                 | Không vượt qua vòng loại                 | Không vượt qua vòng loại                 | Không vượt qua vòng loại                 | Không vượt qua vòng loại                 |
| 1966      | Không vượt qua vòng loại                 | Không vượt qua vòng loại                 | Không vượt qua vòng loại                 | Không vượt qua vòng loại                 | Không vượt qua vòng loại                 | Không vượt qua vòng loại                 | Không vượt qua vòng loại                 |
| 1970      | Vòng 1                                   | 3                                        | 0                                        | 2                                        | 1                                        | 1                                        | 3                                        |
| 1974      | Không vượt qua vòng loại                 | Không vượt qua vòng loại                 | Không vượt qua vòng loại                 | Không vượt qua vòng loại                 | Không vượt qua vòng loại                 | Không vượt qua vòng loại                 | Không vượt qua vòng loại                 |
| 1978      | Không vượt qua vòng loại                 | Không vượt qua vòng loại                 | Không vượt qua vòng loại                 | Không vượt qua vòng loại                 | Không vượt qua vòng loại                 | Không vượt qua vòng loại                 | Không vượt qua vòng loại                 |
| 1982      | Không vượt qua vòng loại                 | Không vượt qua vòng loại                 | Không vượt qua vòng loại                 | Không vượt qua vòng loại                 | Không vượt qua vòng loại                 | Không vượt qua vòng loại                 | Không vượt qua vòng loại                 |
| 1986      | Không vượt qua vòng loại                 | Không vượt qua vòng loại                 | Không vượt qua vòng loại                 | Không vượt qua vòng loại                 | Không vượt qua vòng loại                 | Không vượt qua vòng loại                 | Không vượt qua vòng loại                 |
| 1990      | Không vượt qua vòng loại                 | Không vượt qua vòng loại                 | Không vượt qua vòng loại                 | Không vượt qua vòng loại                 | Không vượt qua vòng loại                 | Không vượt qua vòng loại                 | Không vượt qua vòng loại                 |
| 1994      | Không vượt qua vòng loại                 | Không vượt qua vòng loại                 | Không vượt qua vòng loại                 | Không vượt qua vòng loại                 | Không vượt qua vòng loại                 | Không vượt qua vòng loại                 | Không vượt qua vòng loại                 |
| 1998      | Không vượt qua vòng loại                 | Không vượt qua vòng loại                 | Không vượt qua vòng loại                 | Không vượt qua vòng loại                 | Không vượt qua vòng loại                 | Không vượt qua vòng loại                 | Không vượt qua vòng loại                 |
| 2002      | Không vượt qua vòng loại                 | Không vượt qua vòng loại                 | Không vượt qua vòng loại                 | Không vượt qua vòng loại                 | Không vượt qua vòng loại                 | Không vượt qua vòng loại                 | Không vượt qua vòng loại                 |
| 2006      | Không vượt qua vòng loại                 | Không vượt qua vòng loại                 | Không vượt qua vòng loại                 | Không vượt qua vòng loại                 | Không vượt qua vòng loại                 | Không vượt qua vòng loại                 | Không vượt qua vòng loại                 |
| 2010      | Không vượt qua vòng loại                 | Không vượt qua vòng loại                 | Không vượt qua vòng loại                 | Không vượt qua vòng loại                 | Không vượt qua vòng loại                 | Không vượt qua vòng loại                 | Không vượt qua vòng loại                 |
| 2014      | Không vượt qua vòng loại                 | Không vượt qua vòng loại                 | Không vượt qua vòng loại                 | Không vượt qua vòng loại                 | Không vượt qua vòng loại                 | Không vượt qua vòng loại                 | Không vượt qua vòng loại                 |
| 2018      | Không vượt qua vòng loại                 | Không vượt qua vòng loại                 | Không vượt qua vòng loại                 | Không vượt qua vòng loại                 | Không vượt qua vòng loại                 | Không vượt qua vòng loại                 | Không vượt qua vòng loại                 |
| 2022      | Không vượt qua vòng loại                 | Không vượt qua vòng loại                 | Không vượt qua vòng loại                 | Không vượt qua vòng loại                 | Không vượt qua vòng loại                 | Không vượt qua vòng loại                 | Không vượt qua vòng loại                 |
| 2026      | Chưa xác định                            | Chưa xác định                            | Chưa xác định                            | Chưa xác định                            | Chưa xác định                            | Chưa xác định                            | Chưa xác định                            |
| 2030      | Chưa xác định                            | Chưa xác định                            | Chưa xác định                            | Chưa xác định                            | Chưa xác định                            | Chưa xác định                            | Chưa xác định                            |
| 2034      | Chưa xác định                            | Chưa xác định                            | Chưa xác định                            | Chưa xác định                            | Chưa xác định                            | Chưa xác định                            | Chưa xác định                            |
| Tổng cộng | 1/21 1 lần vòng bảng                     | 3                                        | 0                                        | 2                                        | 1                                        | 1                                        | 3                                        |

### Thế vận hội
- (Nội dung thi đấu dành cho cấp đội tuyển quốc gia cho đến kỳ Đại hội năm 1988)

| Năm       | Kết quả                  | Thứ hạng                 | Trận                     | Thắng                    | Hòa                      | Thua                     | Bàn thắng                | Bàn thua                 |
| --------- | ------------------------ | ------------------------ | ------------------------ | ------------------------ | ------------------------ | ------------------------ | ------------------------ | ------------------------ |
| 1952      | Không vượt qua vòng loại | Không vượt qua vòng loại | Không vượt qua vòng loại | Không vượt qua vòng loại | Không vượt qua vòng loại | Không vượt qua vòng loại | Không vượt qua vòng loại | Không vượt qua vòng loại |
| 1956      | Không vượt qua vòng loại | Không vượt qua vòng loại | Không vượt qua vòng loại | Không vượt qua vòng loại | Không vượt qua vòng loại | Không vượt qua vòng loại | Không vượt qua vòng loại | Không vượt qua vòng loại |
| 1960      | Không vượt qua vòng loại | Không vượt qua vòng loại | Không vượt qua vòng loại | Không vượt qua vòng loại | Không vượt qua vòng loại | Không vượt qua vòng loại | Không vượt qua vòng loại | Không vượt qua vòng loại |
| 1964      | Không vượt qua vòng loại | Không vượt qua vòng loại | Không vượt qua vòng loại | Không vượt qua vòng loại | Không vượt qua vòng loại | Không vượt qua vòng loại | Không vượt qua vòng loại | Không vượt qua vòng loại |
| 1968      | Tứ kết                   | –                        | 4                        | 2                        | 0                        | 2                        | 9                        | 7                        |
| 1972      | Không vượt qua vòng loại | Không vượt qua vòng loại | Không vượt qua vòng loại | Không vượt qua vòng loại | Không vượt qua vòng loại | Không vượt qua vòng loại | Không vượt qua vòng loại | Không vượt qua vòng loại |
| 1976      | Tứ kết                   | –                        | 4                        | 0                        | 3                        | 1                        | 4                        | 7                        |
| 1980      | Bỏ cuộc                  | Bỏ cuộc                  | Bỏ cuộc                  | Bỏ cuộc                  | Bỏ cuộc                  | Bỏ cuộc                  | Bỏ cuộc                  | Bỏ cuộc                  |
| 1984      | Không vượt qua vòng loại | Không vượt qua vòng loại | Không vượt qua vòng loại | Không vượt qua vòng loại | Không vượt qua vòng loại | Không vượt qua vòng loại | Không vượt qua vòng loại | Không vượt qua vòng loại |
| 1988      | Không vượt qua vòng loại | Không vượt qua vòng loại | Không vượt qua vòng loại | Không vượt qua vòng loại | Không vượt qua vòng loại | Không vượt qua vòng loại | Không vượt qua vòng loại | Không vượt qua vòng loại |
| Tổng cộng | 2 lần tứ kết             | 2/10                     | 8                        | 2                        | 3                        | 3                        | 13                       | 14                       |

### Giải vô địch châu Âu
- 1960 đến 1992 - Không tham dự, vì chưa là thành viên của UEFA cho tới năm 1994
- 1996 đến 2024 - Không vượt qua vòng loại

### UEFA Nations League
| Thành tích tại UEFA Nations League | Thành tích tại UEFA Nations League | Thành tích tại UEFA Nations League | Thành tích tại UEFA Nations League | Thành tích tại UEFA Nations League | Thành tích tại UEFA Nations League | Thành tích tại UEFA Nations League | Thành tích tại UEFA Nations League | Thành tích tại UEFA Nations League | Thành tích tại UEFA Nations League | Thành tích tại UEFA Nations League | Thành tích tại UEFA Nations League |
| Mùa giải                           | Hạng đấu                           | Bảng                               | Pos                                | Pld                                | W                                  | D                                  | L                                  | GF                                 | GA                                 | RK                                 |                                    |
| ---------------------------------- | ---------------------------------- | ---------------------------------- | ---------------------------------- | ---------------------------------- | ---------------------------------- | ---------------------------------- | ---------------------------------- | ---------------------------------- | ---------------------------------- | ---------------------------------- | ---------------------------------- |
| 2018–19                            | C                                  | 1                                  | 2nd                                | 4                                  | 2                                  | 0                                  | 2                                  | 6                                  | 5                                  | 30th                               |                                    |
| 2020–21                            | B                                  | 2                                  | 3rd                                | 6                                  | 2                                  | 2                                  | 2                                  | 7                                  | 7                                  | 25th                               |                                    |
| 2022–23                            | B                                  | 2                                  | 1st                                | 4                                  | 2                                  | 2                                  | 0                                  | 8                                  | 6                                  | 17th                               |                                    |
| Tổng cộng                          | B                                  | —                                  | 1st                                | 14                                 | 6                                  | 4                                  | 4                                  | 21                                 | 18                                 | 25th                               |                                    |

### Cúp bóng đá Châu Á
| AFC Asian Cup record | AFC Asian Cup record | AFC Asian Cup record | AFC Asian Cup record | AFC Asian Cup record | AFC Asian Cup record | AFC Asian Cup record | AFC Asian Cup record | AFC Asian Cup record |
| Năm                  | Kết quả              | Vị trí               | St                   | T                    | H                    | B                    | Bt                   | Bb                   |
| -------------------- | -------------------- | -------------------- | -------------------- | -------------------- | -------------------- | -------------------- | -------------------- | -------------------- |
| 1956                 | Á quân               | 2nd                  | 3                    | 2                    | 0                    | 1                    | 6                    | 5                    |
| 1960                 | Á quân               | 2nd                  | 3                    | 2                    | 0                    | 1                    | 6                    | 4                    |
| 1964                 | Vô địch              | 1st                  | 3                    | 3                    | 0                    | 0                    | 5                    | 1                    |
| 1968                 | Hạng ba              | 3rd                  | 4                    | 2                    | 0                    | 2                    | 11                   | 5                    |
| 1972                 | Bỏ cuộc              | Bỏ cuộc              | Bỏ cuộc              | Bỏ cuộc              | Bỏ cuộc              | Bỏ cuộc              | Bỏ cuộc              | Bỏ cuộc              |
| Tổng cộng            | 1 lần vô địch        | 4/15                 | 13                   | 9                    | 0                    | 4                    | 28                   | 15                   |

### Á vận hội
- (Nội dung thi đấu dành cho cấp đội tuyển quốc gia cho đến kỳ Đại hội năm 1998)

| Năm       | Thành tích               | Trận                     | Thắng                    | Hòa                      | Thua                     | Bàn thắng                | Bàn thua                 |
| --------- | ------------------------ | ------------------------ | ------------------------ | ------------------------ | ------------------------ | ------------------------ | ------------------------ |
| 1951      | Không vượt qua vòng loại | Không vượt qua vòng loại | Không vượt qua vòng loại | Không vượt qua vòng loại | Không vượt qua vòng loại | Không vượt qua vòng loại | Không vượt qua vòng loại |
| 1954      | Không vượt qua vòng loại | Không vượt qua vòng loại | Không vượt qua vòng loại | Không vượt qua vòng loại | Không vượt qua vòng loại | Không vượt qua vòng loại | Không vượt qua vòng loại |
| 1958      | Tứ kết                   | 3                        | 2                        | 0                        | 1                        | 6                        | 3                        |
| 1962      | Không vượt qua vòng loại | Không vượt qua vòng loại | Không vượt qua vòng loại | Không vượt qua vòng loại | Không vượt qua vòng loại | Không vượt qua vòng loại | Không vượt qua vòng loại |
| 1966      | Không vượt qua vòng loại | Không vượt qua vòng loại | Không vượt qua vòng loại | Không vượt qua vòng loại | Không vượt qua vòng loại | Không vượt qua vòng loại | Không vượt qua vòng loại |
| 1970      | Không vượt qua vòng loại | Không vượt qua vòng loại | Không vượt qua vòng loại | Không vượt qua vòng loại | Không vượt qua vòng loại | Không vượt qua vòng loại | Không vượt qua vòng loại |
| 1974      | Huy chương bạc           | 7                        | 6                        | 0                        | 1                        | 24                       | 4                        |
| 1978      | Không vượt qua vòng loại | Không vượt qua vòng loại | Không vượt qua vòng loại | Không vượt qua vòng loại | Không vượt qua vòng loại | Không vượt qua vòng loại | Không vượt qua vòng loại |
| 1982      | Không vượt qua vòng loại | Không vượt qua vòng loại | Không vượt qua vòng loại | Không vượt qua vòng loại | Không vượt qua vòng loại | Không vượt qua vòng loại | Không vượt qua vòng loại |
| Tổng cộng | 2/13                     | 10                       | 8                        | 0                        | 2                        | 30                       | 7                        |

## Đội hình

### Đội hình hiện tại
Những cầu thủ sau được triệu tập tham dự Vòng loại UEFA Euro 2024 gặp Kosovo và Thụy Sĩ lần lượt vào ngày 25 và 28 tháng 3 2023.
Số lần khoác áo và số bàn thắng được tính đến ngày 28 tháng 3 năm 2023, sau trận đấu với Thụy Sĩ.
| Số | VT | Cầu thủ               | Ngày sinh (tuổi) | Trận | Bàn | Câu lạc bộ          |
| -- | -- | --------------------- | ---------------- | ---- | --- | ------------------- |
| 1  | TM | Daniel Peretz         | 10 tháng 7, 2000 | 1    | 0   | Maccabi Tel Aviv    |
| 18 | TM | Yoav Gerafi           | 29 tháng 8, 1993 | 1    | 0   | SC Ashdod           |
| 23 | TM | Omri Glazer           | 11 tháng 3, 1996 | 6    | 0   | Hapoel Be'er Sheva  |
|    |    |                       |                  |      |     |                     |
| 2  | HV | Eli Dasa (đội trưởng) | 3 tháng 12, 1992 | 54   | 0   | Dynamo Moscow       |
| 4  | HV | Miguel Vítor          | 30 tháng 6, 1989 | 7    | 0   | Hapoel Be'er Sheva  |
| 5  | HV | Raz Shlomo            | 13 tháng 8, 1999 | 6    | 0   | Maccabi Netanya     |
| 13 | HV | Denny Gropper         | 16 tháng 3, 1999 | 3    | 0   | Ludogorets Razgrad  |
| 14 | HV | Doron Leidner         | 26 tháng 4, 2002 | 8    | 0   | Austria Wien        |
| 17 | HV | Sagiv Yehezkel        | 21 tháng 3, 1995 | 3    | 0   | Hapoel Be'er Sheva  |
|    |    |                       |                  |      |     |                     |
| 3  | TV | Dan Glazer            | 20 tháng 9, 1996 | 17   | 1   | Maccabi Tel Aviv    |
| 7  | TV | Dolev Haziza          | 5 tháng 7, 1995  | 12   | 0   | Maccabi Haifa       |
| 8  | TV | Dor Peretz            | 17 tháng 5, 1995 | 34   | 6   | Maccabi Tel Aviv    |
| 11 | TV | Liran Rotman          | 7 tháng 6, 1996  | 0    | 0   | Maccabi Netanya     |
| 12 | TV | Neta Lavi             | 25 tháng 8, 1996 | 14   | 0   | Gamba Osaka         |
| 15 | TV | Oscar Gloukh          | 1 tháng 4, 2004  | 4    | 1   | Red Bull Salzburg   |
| 16 | TV | Gabi Kanichowsky      | 24 tháng 8, 1997 | 5    | 0   | Maccabi Tel Aviv    |
| 19 | TV | Mahmoud Jaber         | 5 tháng 10, 1999 | 4    | 0   | Maccabi Haifa       |
| 20 | TV | Omri Gandelman        | 16 tháng 5, 2000 | 1    | 0   | Maccabi Netanya     |
| 22 | TV | Mohammad Kanaan       | 14 tháng 1, 2000 | 2    | 0   | SC Ashdod           |
|    |    |                       |                  |      |     |                     |
| 9  | TĐ | Shon Weissman         | 14 tháng 2, 1996 | 27   | 4   | Granada             |
| 10 | TĐ | Manor Solomon         | 24 tháng 7, 1999 | 33   | 6   | Tottenham Hotspur   |
| 21 | TĐ | Tai Baribo            | 15 tháng 1, 1998 | 9    | 3   | Wolfsberger AC      |
|    | TĐ | Itamar Shwiro         | 17 tháng 6, 1998 | 3    | 1   | Ironi Kiryat Shmona |

### Triệu tập gần đây
Những cầu thủ sau đây cũng đã được gọi vào đội tuyển Israel trong vòng 12 tháng qua.
| Vt | Cầu thủ                 | Ngày sinh (tuổi)  | Số trận | Bt | Câu lạc bộ          | Lần cuối triệu tập                |
| --- | ----------------------- | ----------------- | ------- | -- | ------------------- | --------------------------------- |
| TM | Ofir Marciano (đội phó) | 7 tháng 10, 1989  | 40      | 0  | Feyenoord Rotterdam | v. Malta, 27 September 2022       |
| TM | Itamar Nitzan           | 23 tháng 6, 1987  | 1       | 0  | Maccabi Netanya     | v. România, 29 March 2022         |
| |                         |                   |         |    |                     |                                   |
| HV | Sean Goldberg           | 13 tháng 6, 1995  | 8       | 0  | Maccabi Haifa       | v. Kosovo, 25 March 2023 INJ      |
| HV | Eyad Abu Abaid          | 31 tháng 12, 1994 | 6       | 0  | Hapoel Be'er Sheva  | v. Kosovo, 25 March 2023 INJ      |
| HV | Or Dadia                | 12 tháng 7, 1997  | 1       | 0  | Hapoel Be'er Sheva  | v. Malta, 27 September 2022       |
| HV | Maroun Gantous          | 15 tháng 7, 1996  | 1       | 0  | Bnei Sakhnin        | v. Malta, 27 September 2022       |
| HV | Nir Bitton (đội phó)    | 30 tháng 10, 1991 | 39      | 3  | Maccabi Tel Aviv    | v. Albania, 24 September 2022 INJ |
| HV | Sun Menahem             | 7 tháng 9, 1993   | 19      | 0  | Maccabi Haifa       | v. Iceland, 13 June 2022 SUS      |
| HV | Ofir Davidzada          | 5 tháng 5, 1991   | 15      | 0  | Maccabi Tel Aviv    | v. România, 29 March 2022         |
| HV | Orel Dgani              | 8 tháng 1, 1989   | 21      | 0  | Beitar Jerusalem    | v. România, 29 March 2022         |
| HV | Maor Kandil             | 27 tháng 11, 1993 | 3       | 0  | Maccabi Tel Aviv    | v. România, 29 March 2022         |
| HV | Matan Baltaxa           | 20 tháng 9, 1995  | 1       | 0  | Austria Wien        | v. România, 29 March 2022         |
| |                         |                   |         |    |                     |                                   |
| TV | Bibras Natcho RET       | 18 tháng 2, 1988  | 88      | 4  | Partizan            | v. Kosovo, 25 March 2023          |
| TV | Ramzi Safouri           | 21 tháng 10, 1995 | 6       | 0  | Hapoel Be'er Sheva  | v. Síp, 20 November 2022          |
| TV | Eden Kartsev            | 11 tháng 4, 2000  | 5       | 0  | İstanbul Başakşehir | v. Zambia, 17 November 2022 INJ   |
| TV | Goni Naor               | 23 tháng 4, 1999  | 1       | 0  | Maccabi Haifa       | v. Malta, 27 September 2022       |
| TV | Rotem Hatuel            | 12 tháng 4, 1998  | 1       | 0  | Hapoel Be'er Sheva  | v. Malta, 27 September 2022       |
| TV | Guy Badash              | 24 tháng 5, 1994  | 1       | 0  | Hapoel Jerusalem    | v. Malta, 27 September 2022       |
| TV | Shay Elias              | 25 tháng 2, 1999  | 1       | 0  | Hapoel Be'er Sheva  | v. Malta, 27 September 2022       |
| TV | Omer Atzili RET         | 27 tháng 7, 1993  | 6       | 0  | Maccabi Haifa       | v. Albania, 24 September 2022     |
| TV | Mohammad Abu Fani       | 27 tháng 4, 1998  | 13      | 0  | Maccabi Haifa       | v. Iceland, 13 June 2022          |
| TV | Yonatan Cohen           | 29 tháng 6, 1996  | 8       | 0  | Maccabi Tel Aviv    | v. România, 29 March 2022         |
| TV | Aviv Daniel Avraham     | 30 tháng 3, 1996  | 2       | 0  | Maccabi Netanya     | v. România, 29 March 2022         |
| |                         |                   |         |    |                     |                                   |
| TĐ | Liel Abada              | 3 tháng 10, 2001  | 9       | 1  | Celtic              | v. Kosovo, 25 March 2023 INJ      |
| TĐ | Omri Altman             | 23 tháng 3, 1994  | 2       | 0  | AEK Larnaca         | v. Síp, 20 November 2022          |
| TĐ | Dean David              | 14 tháng 3, 1996  | 3       | 1  | Maccabi Haifa       | v. Zambia, 17 November 2022       |
| TĐ | Guy Melamed             | 21 tháng 12, 1992 | 1       | 0  | Bnei Sakhnin        | v. Malta, 27 September 2022       |
| TĐ | Mu'nas Dabbur RET       | 14 tháng 5, 1992  | 40      | 15 | TSG 1899 Hoffenheim | v. Iceland, 13 June 2022          |
| INJ Rút lui do chấn thương hoặc bệnh tật PRE Đội hình sơ bộ RET Chia tay đội tuyển quốc gia SUS Bị đình chỉ thi đấu do thẻ vàng/thẻ đỏ> WD Cầu thủ rút khỏi đội không phải do chấn thương hay bệnh tật U21 Cầu thủ rút tên khỏi đội tuyển để thi đấu cho đội U-21 quốc gia |                         |                   |         |    |                     |                                   |

## Các cầu thủ nổi tiếng
- Dudu Aouate
- Arik Benado
- Yossi Benayoun
- Eyal Berkovic
- Gidi Damti
- Yehoshua Glazer
- Ori Malmilian
- Eli Ohana
- Avi Ran
- Haim Revivo
- Ronny Rosenthal
- Yitzhak Shum
- Giora Spiegel
- Mordechai Spiegler
- Nahom Stelmach
- Yochanan Vollach
- Robby Young

### Chơi nhiều trận nhất

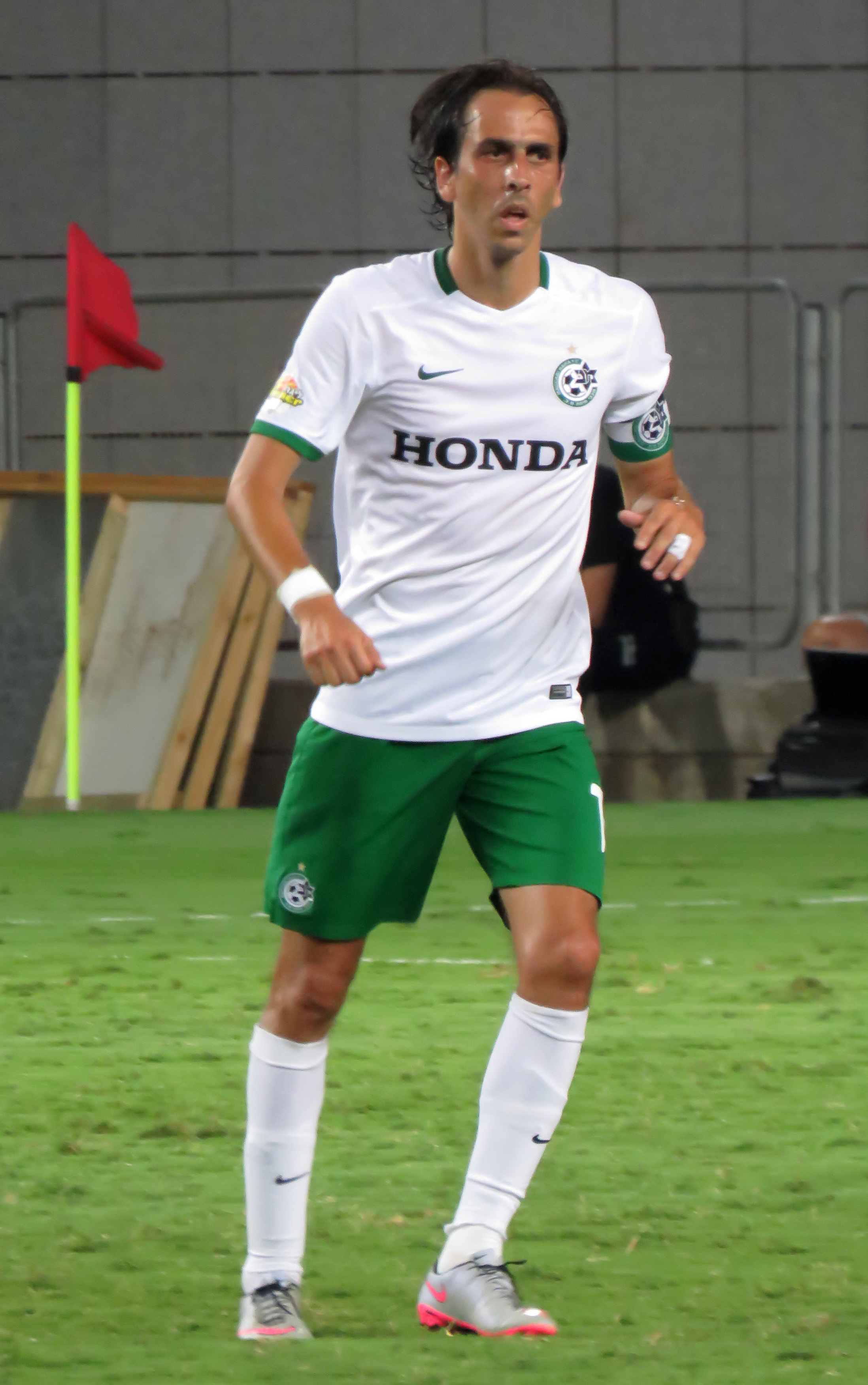
Yossi Benayoun là cầu thủ thi đấu nhiều nhất với 102 trận

Tính đến ngày 27 tháng 9 năm 2022, 10 cầu thủ khoác áo đội tuyển Israel nhiều lần nhất là:
| #  | Tên cầu thủ    | Thời gian thi đấu | Số trận | Bàn thắng |
| -- | -------------- | ----------------- | ------- | --------- |
| 1  | Yossi Benayoun | 102               | 24      | 1998–2017 |
| 2  | Tal Ben Haim   | 95                | 2       | 2002–2017 |
| 3  | Arik Benado    | 94                | 0       | 1995–2007 |
| 4  | Alon Harazi    | 88                | 1       | 1992–2006 |
| 5  | Bibras Natkho  | 86                | 4       | 2010–nay  |
| 6  | Amir Schelach  | 85                | 0       | 1992–2001 |
| 7  | Avi Nimni      | 80                | 17      | 1992–2005 |
| 8  | Dudu Aouate    | 78                | 0       | 1999–2013 |
| 8  | Eyal Berkovic  | 78                | 9       | 1992–2004 |
| 10 | Tal Banin      | 77                | 12      | 1990–2003 |

Cầu thủ in đậm vẫn còn thi đấu ở đội tuyển quốc gia.

### Ghi nhiều bàn thắng nhất

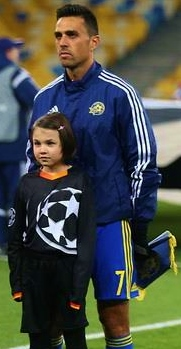
Eran Zahavi là cầu thủ ghi nhiều bàn thắng nhất cho đội tuyển quốc gia với 33 bàn

Tính đến ngày 27 tháng 9 năm 2022, 10 cầu thủ ghi nhiều bàn thắng nhất cho đội tuyển Israel là:
| #  | Tên cầu thủ         | Thời gian thi đấu | Bàn thắng | Số trận | Hiệu suất |
| -- | ------------------- | ----------------- | --------- | ------- | --------- |
| 1  | Eran Zahavi         | 33                | 70        | 0.47    | 2010–2021 |
| 2  | Mordechai Spiegler  | 24                | 57        | 0.42    | 1964–1977 |
| 3  | Ronen Harazi        | 23                | 52        | 0.44    | 1992–1999 |
| 3  | Yossi Benayoun      | 23                | 101       | 0.23    | 1998–2017 |
| 5  | Nahum Stelmach      | 19                | 45        | 0.42    | 1956–1968 |
| 6  | Alon Mizrahi        | 17                | 37        | 0.46    | 1971–1981 |
| 6  | Tomer Hemed         | 17                | 38        | 0.45    | 2011–nay  |
| 6  | Eli Ohana           | 17                | 50        | 0.34    | 1984–1997 |
| 6  | Avi Nimni           | 17                | 80        | 0.21    | 1992–2005 |
| 10 | Yehoshua Feigenbaum | 15                | 36        | 0.42    | 1966–1977 |

Cầu thủ in đậm vẫn còn thi đấu ở đội tuyển quốc gia.